# غوستاو شبش
غوستاو شبش (بالمجرية: Gusztáv Sebes)‏ (و. 1906 – 1986 م) كان لاعب كرة قدم، ومدرب كرة قدم، ومسؤول رياضي، من المجر، ولد في بودابست، شارك في الألعاب الأولمبية الصيفية 1952، مركز لعبه هو لاعب وسط، توفي في بودابست، عن عمر يناهز 80 عاماً.

## وصلات خارجية
- غوستاو شبش على موقع قاعدة بيانات كرة القدم.إي يو (الإنجليزية)
- غوستاو شبش على موقع ناشيونال فوتبول تيمز (الإنجليزية)
- غوستاو شبش على موقع عالم كرة القدم.نت (الإنجليزية)
- غوستاو شبش على موقع أوليمبيديا (الإنجليزية)

- Biography at FIFA
- Short Biography at Magyar Életrajzi Lexikon (Hung.)
- Hungary national team managers at RSSSF
- Profile of Gusztáv Sebes (in Dutch)